# نيوتن هوراس وينشل
نيوتن هوراس وينشل (بالإنجليزية: Newton Horace Winchell)‏ هو إحاثي وجيولوجي أمريكي، ولد في 1839 في نيويورك في الولايات المتحدة، وتوفي في 1914 في منيابولس في الولايات المتحدة.